# Пынгарацкий монастырь
Пынгарацкий монастырь, монастырь Пынгэраци (рум. Mănăstirea Pângărați) в честь святого великомученика Димитрия Солунского — мужской монастырь Ясской архиепископии Румынской православной церкви в коммуне Пынгэраци Нямецкого жудеца.
Название монастыря происходит от имени монаха-отшельника Панкратия. Скит основан на рубеже XIV и XV веков. В 1460 году Симеон Пынгарацкий строит здесь первую деревянную церковь в честь великомученика Димитрия Солунского. Летом 1476 года она была сожжена турками в ходе Молдавского похода Мехмеда II.
В 1560 году господарь Александру Лэпушняну строит уникальную каменную церковь, сохранившуюся до наших дней. В том же году её освятил митрополит Сучавский Григорий. В следующее столетие монастырь станет одним из крупнейших землевладельцев в долине Бистрицы. В 1642 году великий казначей Думитру Шолдан и его жена Сафта производят значительные улучшения в монастыре. В 1833—1859 годах настоятелем монастыря был архимандрит Варнава. К тому времени обитель приходила в упадок, но архимандриту Варнаве удалось значительно улучшить состояние монастыря и построить возле него новую деревню, получившей по монастырю название Пынгэраци.
С 1863 года монашеская жизнь начинает приходить в упадок, но полностью монастырь не закрывался. В 1872 году Министерство внутренних дел открыло в монастырских зданиях тюрьму. Во время Второй мировой войны настоятелем был протосингел Юлиан (Даниелеску). После войны он борется против экспроприации монастырских земель местными крестьянами, из-за чего был вынужден удалиться в монастырь Бистрица. С 1946 по 1948 год настоятелем был протосингел Варахиил (Житару), который повторил судьбу предшественника и стал настоятелем монастыря Никула. Последним настоятелем перед закрытием был иеромонах Иринарх (Дрэган). В 1960 году монастырь закрыли, а церковь и все постройки передали биолого-географической научно-исследовательской станции «Стежару». В 1981 году церковь открыли как приходскую, а затем в 1983 году превратили в скит Бистрицкого монастыря во главе с иеромонахом Виссарионом (Баркэу).
Решением Священного синода Румынской православной церкви возрождён как мужской монастырь Лукой (Дьякону) из Бистрицкого монастыря. С 1996 года настоятелем был архимандрит Феофил (Лефтер), скончавшийся 2 февраля 2012 года. 10 марта того же года настоятелем стал архимандрит Петроний (Марин). В 2016 году в монастыре проживало 36 монахов.